# 康蘇埃洛·蒙塞古爾
康蘇埃洛·蒙塞古爾（1966年6月23日—）是一名阿根廷帆船運動員，曾搭檔馬莉亞·塞斯托代表國家參加2012年倫敦奧運的帆船女子雙人小艇470型比賽，並未獲得獎牌。